# Liberia i olympiska sommarspelen 1960
Liberia deltog med 4 deltagare vid de olympiska sommarspelen 1960 i Rom. Ingen av landets deltagare erövrade någon medalj.